# Oukoop (Holanda do Sul)
Oukoop (52° 02′ N, 4° 46′ L) é uma vila dos Países Baixos, na província de Holanda do Sul. Oukoop (Holanda do Sul) pertence ao município de Reeuwijk, e está situada a 4 km, a leste de Gouda.
A área de Oukoop, que também inclui as partes periféricas da cidade, bem como a zona rural circundante, tem uma população estimada em 60 habitantes.